# Joseph Varin
Joseph-Désiré Varin (Besançon, 17 febbraio 1769 – Parigi, 19 aprile 1850) è stato un religioso francese, secondo superiore generale dei Padri del Sacro Cuore. Contribuì alla restaurazione della Compagnia di Gesù (soppressa da papa Clemente XIV nel 1773) e alla fondazione della Società del Sacro Cuore di Gesù e delle Suore di Nostra Signora di Namur.

## Biografia
Di nobile famiglia, era studente al seminario di San Sulpizio a Parigi e nel 1791 si arruolò sotto Victor-François de Broglie nell'armata controrivoluzionaria: il 18 luglio 1794, a Venlo, si unì ai Padri del Sacro Cuore, fondati da François-Léonor de Tournély e Charles de Broglie a imitazione della Compagnia di Gesù.
Rifugiatosi con i confratelli in Baviera, sotto la protezione del vescovo di Augusta Clemente Venceslao di Sassonia (zio materno di Luigi XVI), venne ordinato prete il 12 marzo 1796. Nel 1797 succedette a de Tournély come superiore della Società e nel 1799, su invito di papa Pio VI, unì la sua congregazione alla Società della Fede di Gesù di Niccolò Paccanari (l'unione venne rescissa nel 1804).
Varin tornò in Francia e servì nell'ospedale della Salpêtrière: nel 1807 i padri del sacro Cuore vennero dispersi da Napoleone Bonaparte e Varin venne confinato nel castello di Chevroz. Dopo la restaurazione della Compagnia di Gesù, il 19 luglio 1814 Varin, assieme ai suoi confratelli, entrò nell'ordine.
Varin ebbe un ruolo notevole nell'organizzazione della Società del Sacro Cuore di Gesù (il fratello della fondatrice, Madeleine-Sophie Barat, era stato tra i padri del Sacro Cuore) e nella stesura delle costituzioni delle Suore di Nostra Signora di Namur.